# Новікова Анастасія Романівна
Анастасі́я Рома́нівна Но́вікова (30 липня 1995) — українська самбістка, майстер  спорту міжнародного класу. Переможниця і призерка світових, континентальних і національних першостей із самбо.

## Життєпис
Закінчила Харківський національний педагогічний університет імені Г. С. Сковороди.

## Спортивні досягнення
- 2015 — Молодіжний чемпіонат Європи з самбо (Новий Сад, Сербія) —  Золото (до 52 кг).
- 2015 — Молодіжний чемпіонат світу з самбо (Рига, Латвія) —  Золото (до 52 кг).
- 2016 — Чемпіонат Європи з самбо (Казань, Росія) —  Бронза (до 48 кг).
- 2017 — Чемпіонат світу з самбо (Сочі, Росія) —  Срібло (до 48 кг).
- 2018 — Чемпіонат Європи з самбо (Афіни, Греція) —  Срібло (до 48 кг).
- 2019 — Чемпіонат Європи з самбо (Хіхон, Іспанія) —  Бронза (до 52 кг).
- 2019 — Європейські ігри (Мінськ, Білорусь) —  Срібло (до 48 кг).

## Нагороди
- Орден княгині Ольги III ст. (15.07.2019) — за досягнення високих спортивних результатів на II Європейських іграх 2019 в Мінську (Республіка Білорусь), виявлені самовідданість та волю до перемоги, піднесення міжнародного авторитету України[1].